# 뻐끔새류
뻐끔새류(puffbirds)는 딱따구리목의 뻐끔새과(Bucconidae)에 속하는 열대 조류의 총칭이다.

## 특징
중남미 열대 지방에 분포한다. 크기는 14~29cm로 중형부터 소형까지 존재한다. 꼬리 깃털은 짧고, 머리는 크며, 목은 짧다. 부리가 짧은 견고하다. 삼림에서 생활한다.

## 하위 속
- 뻐끔새속 (Bucco)
- Chelidoptera
- Hapaloptila
- Hypnelus
- 흰수염뻐끔새속 (Malacoptila)
- Micromonacha
- 비둘기뻐끔새속 (Monasa)
- 수녀뻐끔새속 (Nonnula)
- Notharchus
- Nystalus